# Diplodus cervinus cervinus
Diplodus cervinus cervinus, comúnmente conocido como sargo real, sargo breado o bedao es una especie de peces de la familia Sparidae en el orden de los Perciformes.

## Morfología
• Los machos pueden llegar alcanzar los 55 cm de longitud total.

## Alimentación
Come pequeños invertebrados y algas.

## Distribución geográfica
Se encuentra en las  costas del  Atlántico oriental (desde el mar Cantábrico y el Mediterráneo hasta Sudáfrica, incluyendo el Archipiélago de Madeira e Islas Canarias ).

## Galería de imágenes

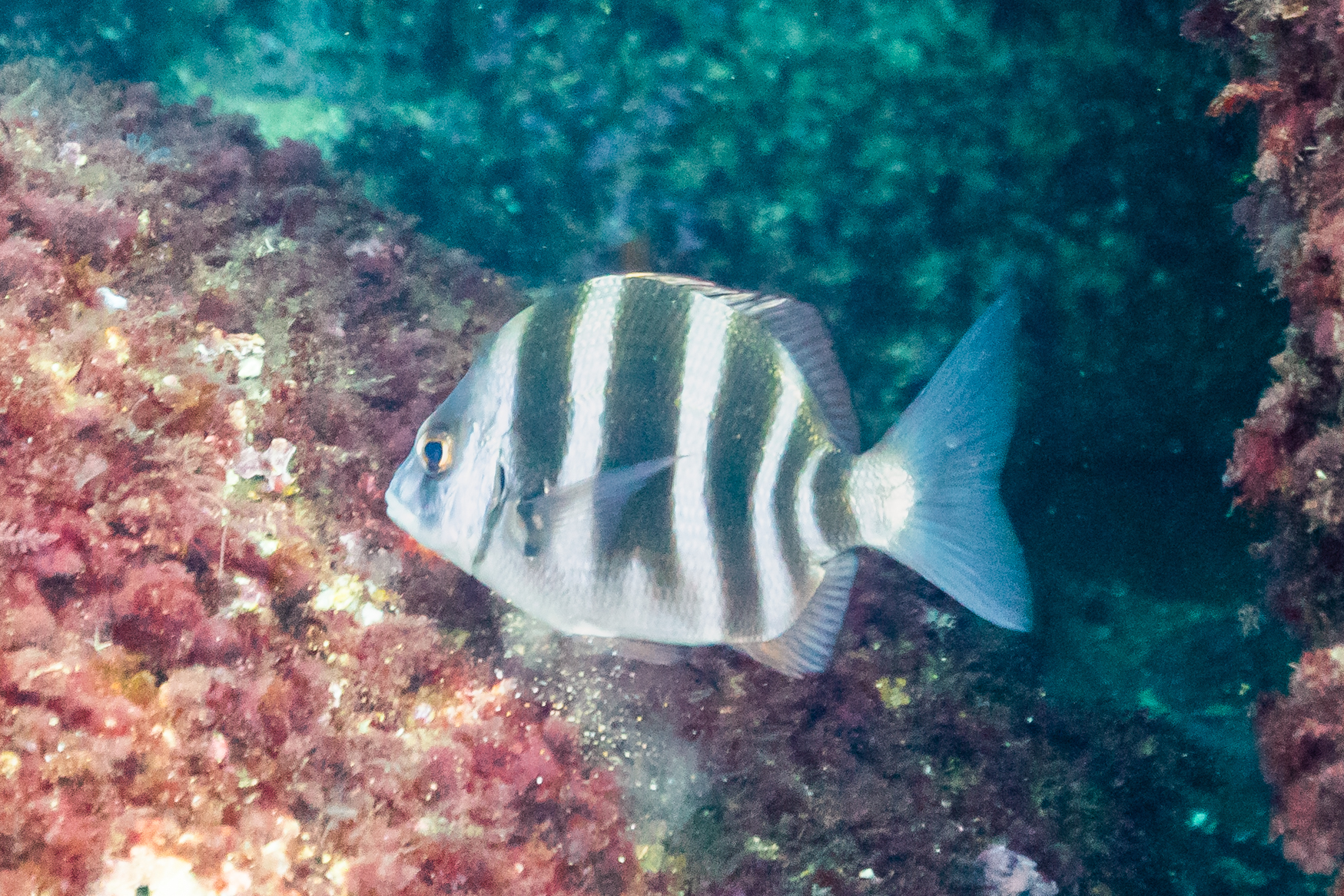
Ejemplar en Santander (España).
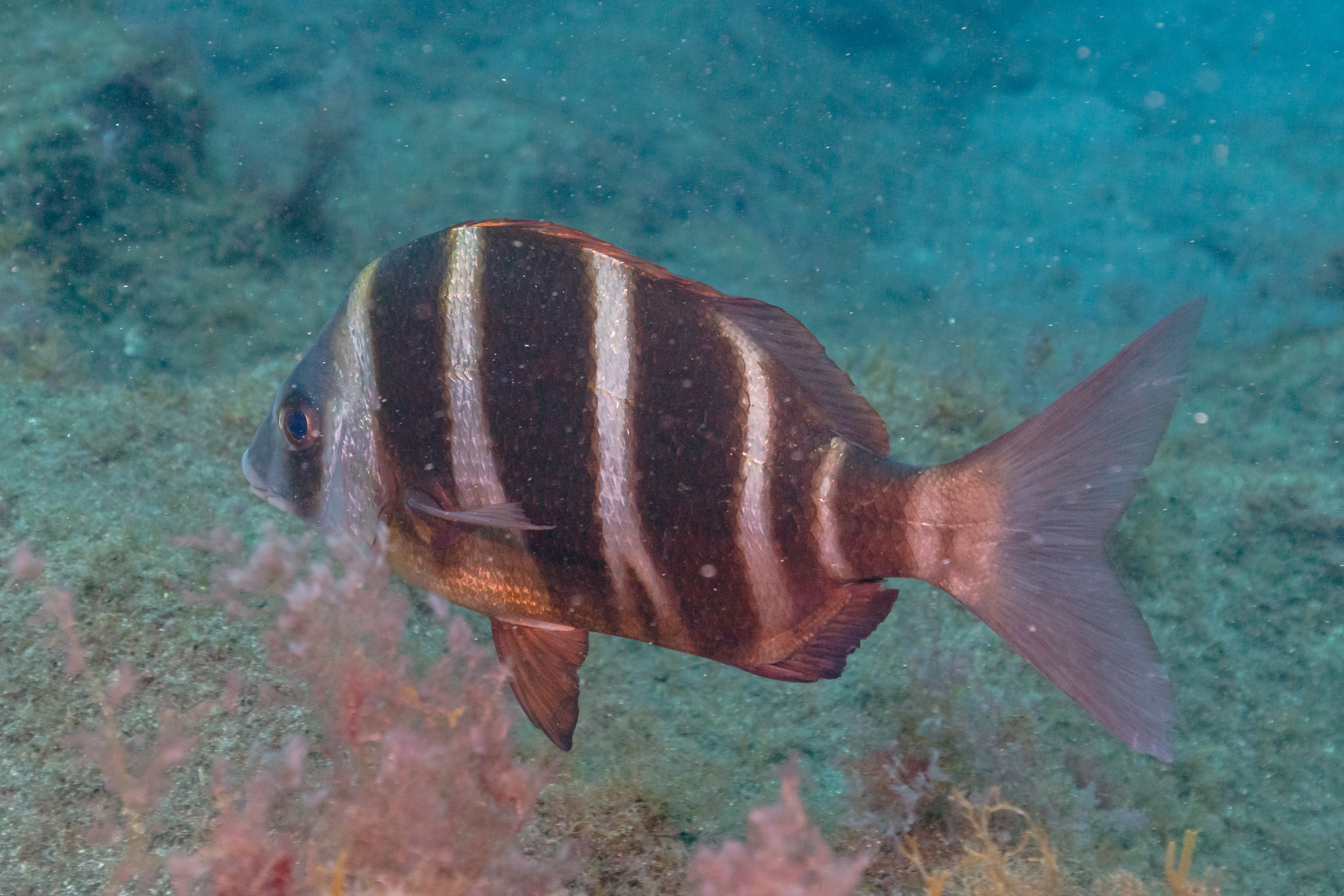
Ejemplar en Tenerife (España).
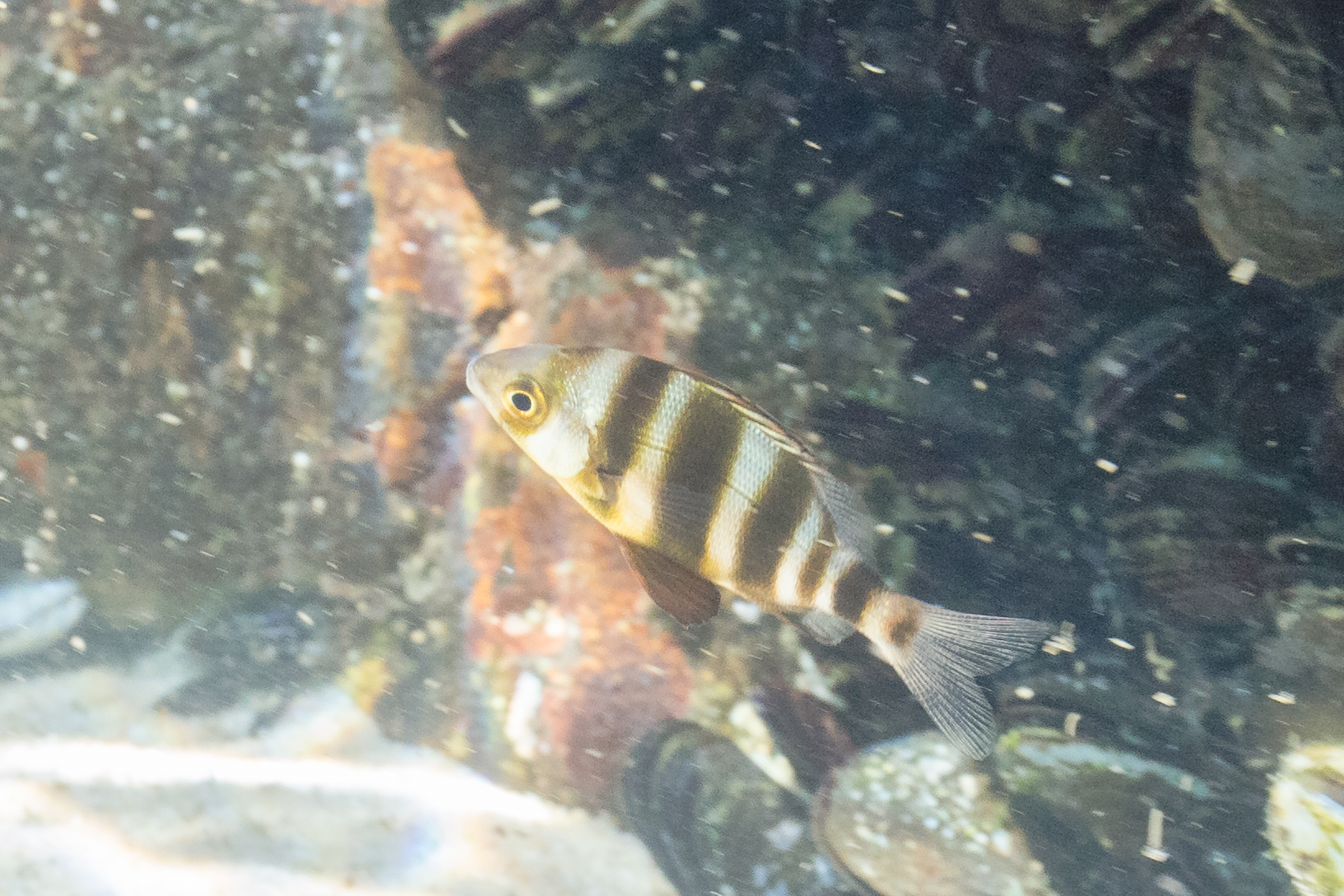
Ejemplar juvenil en las costas de Portugal.
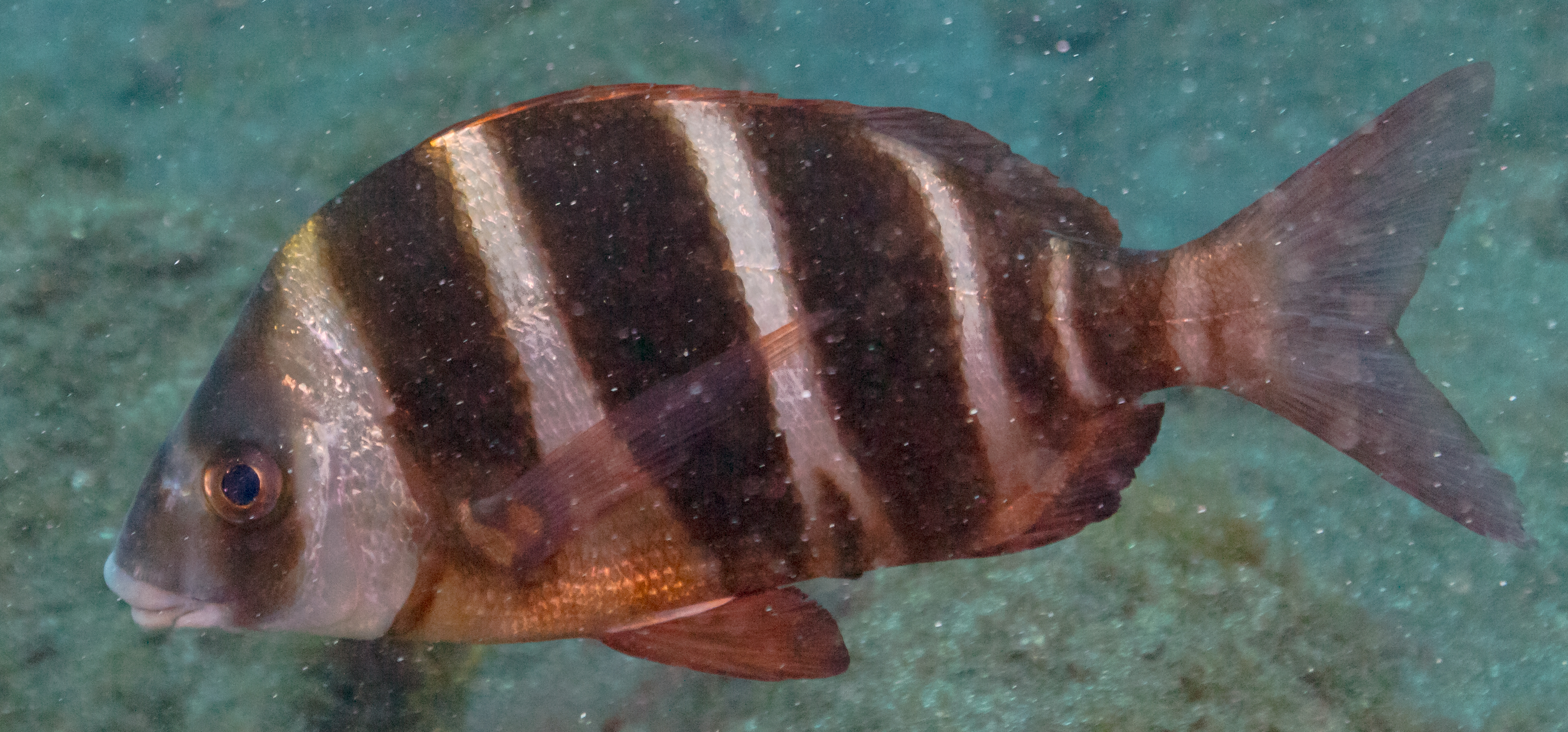
Detalle.